# 西武バス大宮営業所
西武バス大宮営業所（せいぶバスおおみやえいぎょうしょ）は、埼玉県さいたま市大宮区三橋にある西武バスの営業所。営業所最寄停留所名は「西武車庫前（大宮営業所）」。併設の西武観光バス大宮営業所では、観光バスだけでなく高速バスも担当している。
埼玉県さいたま市・川越市・富士見市にバス路線を有している。以前はふじみ野市・三芳町・所沢市まで足を延ばしていた。

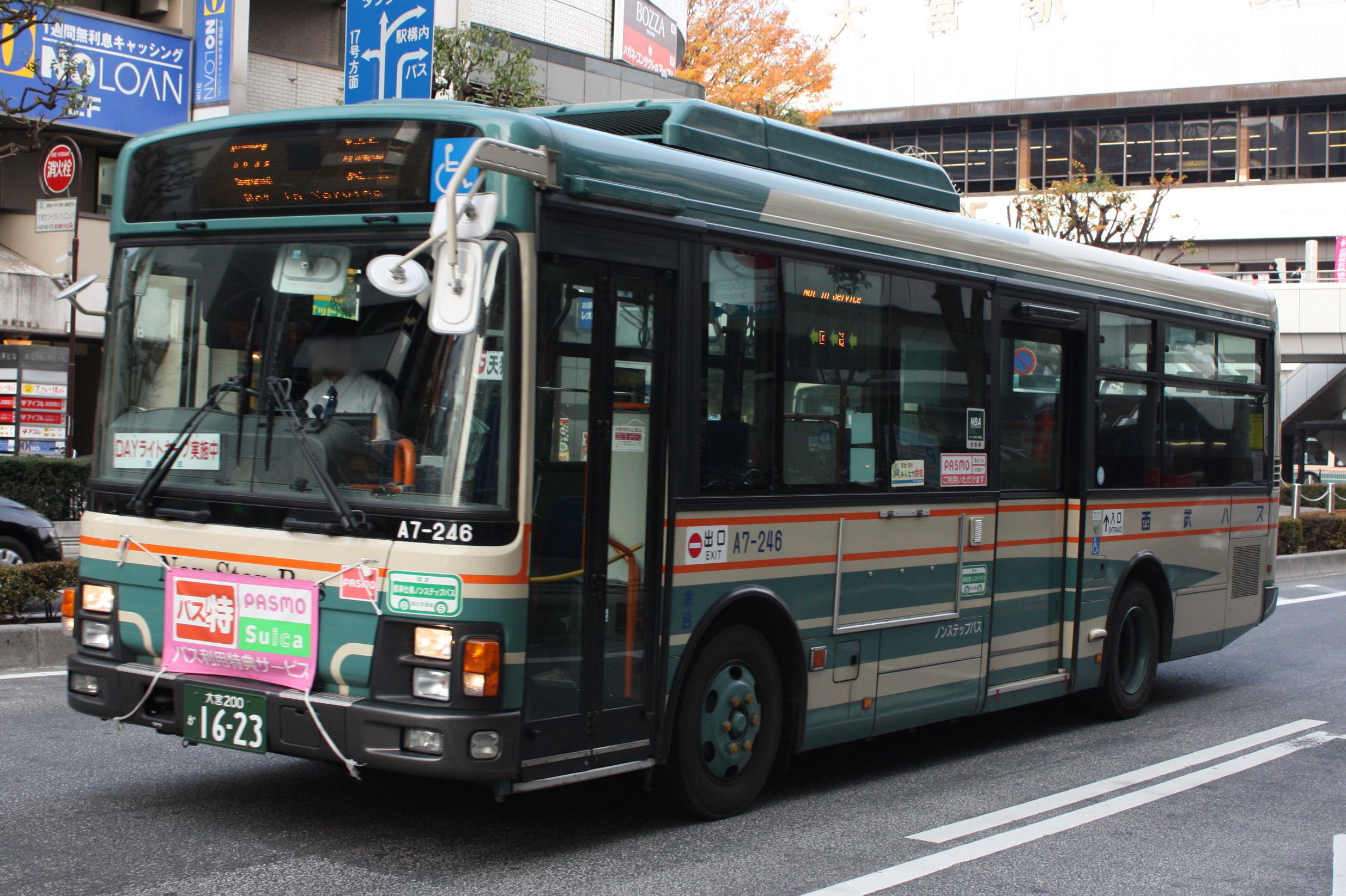
元大宮所属車 (A7-246)

## 現行路線

### 大宮駅西口 - 西遊馬 - 川越グリーンパーク方面
- 大22：大宮駅西口  - 三橋一丁目 - 西武車庫 - 新屋敷 - 西遊馬 - 川越聖地霊園入口 - 川越グリーンパーク
- 大23：大宮駅西口 - 三橋一丁目 - 西武車庫 - 新屋敷 - 西遊馬（深夜バスあり）
- 大25：大宮駅西口 - 三橋一丁目 - 西武車庫 - 青葉園 - 佐知川原
- （出入庫）：大宮駅西口 ← 三橋一丁目 ← 西武車庫

1941年（昭和16年）2月25日に廃止された西武大宮線から転換された路線で、かつての大22は大宮駅から上江橋・川越駅東口を経由し本川越駅まで運行していた。川越線の電化開業による増発・高速化に伴い減便されつつも、運行は続けていたが、当時未整備であった国道16号経由による定時運行の確保が困難となったことから、川越グリーンパークで分断された。
大25は公園墓地・青葉園へのアクセス路線も兼ねる。付近の道路が狭く混雑するため、彼岸の時期には大幅減便を行い、代わりに大宮駅西口 - 青葉園の直行便を多く運転する措置をとる。

### 大宮駅西口 - かみこ公園 - 中並木方面
- 大30 : 大宮駅西口 → かみこ公園 → 中並木 → 大宮駅西口（中並木循環、平日朝のみ）

2015年（平成27年）4月1日新設。

### 大宮駅西口 - 水判土 - 指扇駅方面
- 大31：大宮駅西口 - 中並木 - 水判土 - 佐知川 - 土屋下 - 西遊馬 - 指扇駅
- （出入庫）：水判土 - 佐知川 - 土屋下 - 西遊馬 - 指扇駅

以前は西遊馬発着だったが、指扇駅整備工事が竣工され、1993年（平成5年）5月1日より指扇駅に乗り入れを開始した。同時に、路線名も指扇線へ変更され、水判土 - 指扇駅の出入庫も新設された。ただ、指扇駅ロータリーは現在でも広い設計ではなく、大31がまとまった休憩時間をダイヤに組み込んでいる場合、駅から西遊馬の折返場まで回送し、ここで休憩するケースがある。

### 大宮駅西口 - 藤橋 - 加茂川団地方面
- 大32：大宮駅西口 - 中並木 - 三橋四丁目 - 藤橋（電建住宅入口） - 加茂川団地
- 大33：大宮駅西口 - 中並木 - 三橋四丁目 - 藤橋（電建住宅入口） - 加茂川団地 - 大宮南高校

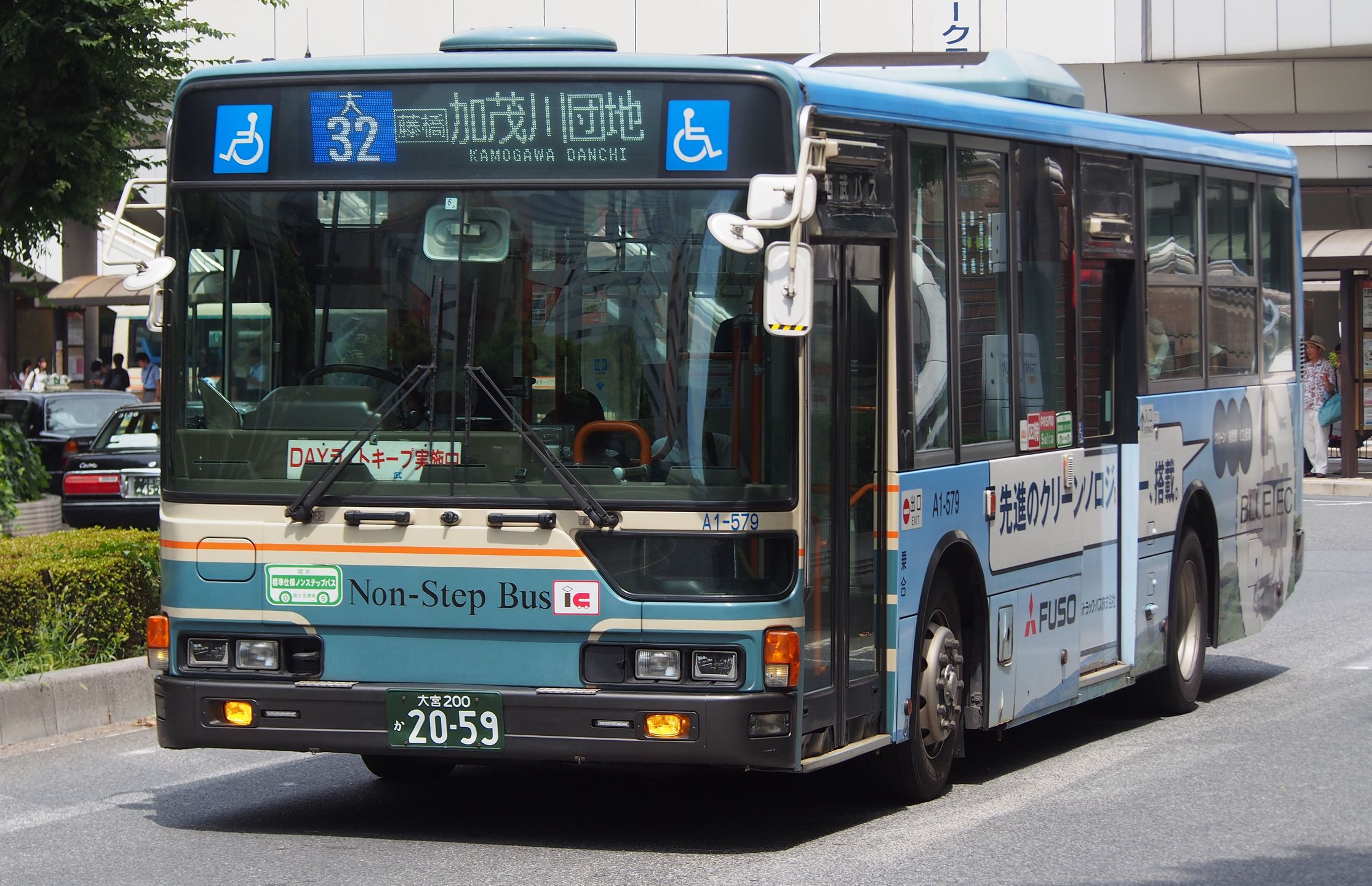
大32は「藤橋」が強調された表示になる

加茂川団地へのアクセスとしては後発で、運行本数も大39より少ない。中型車と大型車の併用で運行される。
2019年3月16日、道路拡幅工事に伴い、大34など他の系統と共に「中並木」バス停と「西上小町」バス停（※大宮駅発方向のみ）の移設と「並木中」バス停の廃止が行われ「並木中」と「中並木」が隣り合うという紛らわしさが解消された。

### 大宮駅西口 - 二ツ宮 - 馬宮団地 - ららぽーと富士見方面
- 大35：大宮駅西口 - 中並木 - 水判土 - 飯田宿 - 二ツ宮 - 治水橋堤防 - 飯田新田 - 馬宮団地 - 東大久保 - ららぽーと富士見
- 大36：大宮駅西口 - 中並木 - 水判土 - 飯田宿 - 二ツ宮（深夜バスあり）
- 大36：大宮駅西口 - 中並木 - 水判土 - 三条町 - 二ツ宮
- 大37：大宮駅西口 - 中並木 - 水判土 - 飯田宿 - 二ツ宮 - 治水橋堤防 - 飯田新田 - 馬宮団地

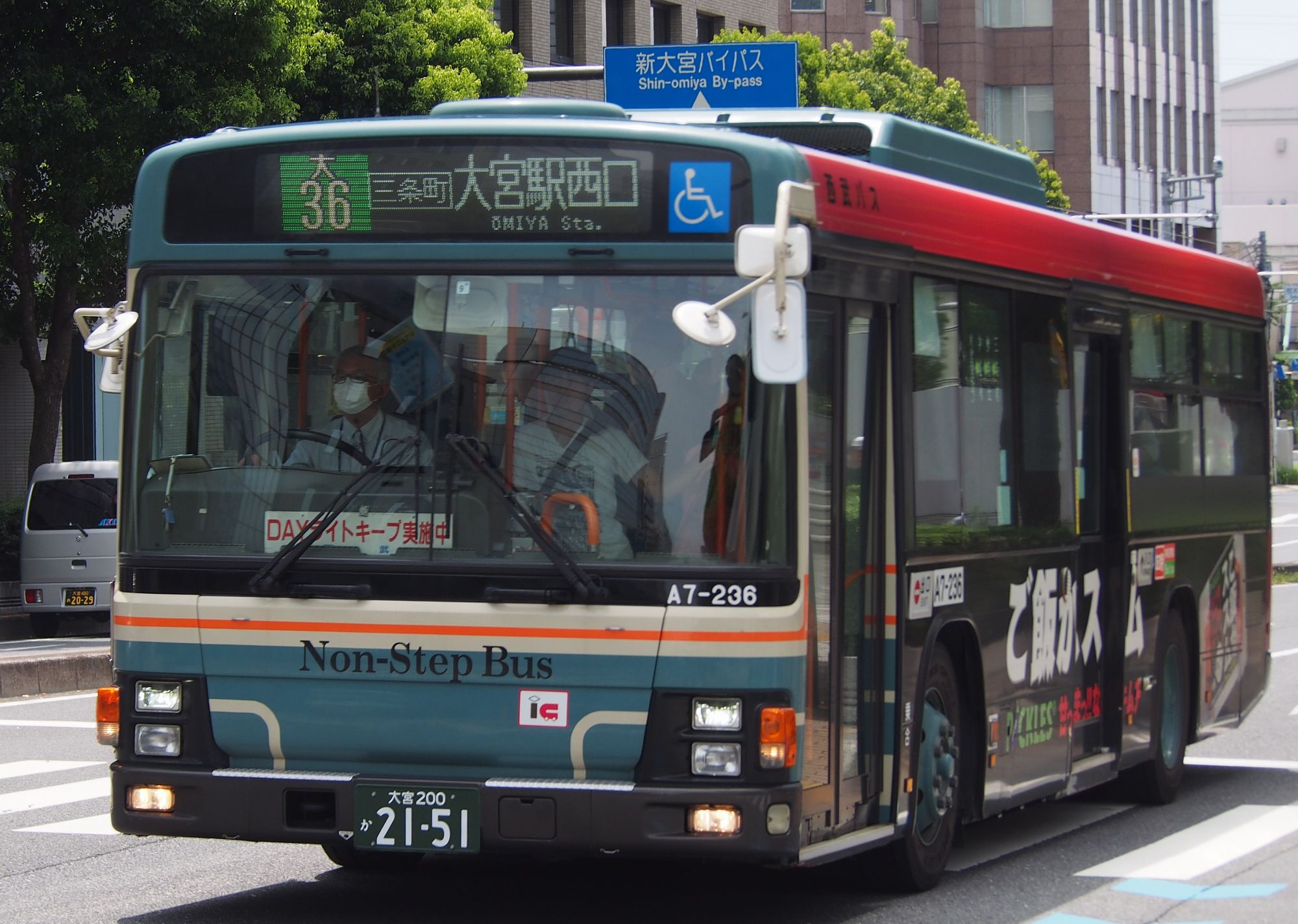
大36の三条町経由便は、後部表示と共に「三条町」が強調される（A7-236）

かつて二ツ宮にあった自動車試験場への足として利用されていたが、自動車試験場が1988年（昭和63年）に鴻巣市へ本移転した後も沿線住民の利用率は多く、平日・土曜には深夜バスが運行されている。大36の一部は、水判土 - 二ツ宮新道間が三条町経由となる。
大37の馬宮団地線は1992年（平成4年）1月16日に新設された。かつて馬宮団地を経由していた大35（2代）がその2年後の1994年（平成6年）1月に廃止された。2015年（平成27年）4月には、旧・富士見市役所停留所付近にららぽーと富士見がオープンし、これに伴う路線開設によって21年ぶりに（系統番号としての）大35が復活。この大35は馬宮団地を経由するため、大37のうち早朝と深夜を除く全便が大35に振り替えられた（所沢担当の大34は馬宮団地非経由）。
上記の大宮駅西口 - 藤橋 - 加茂川団地方面の項目と同じく、2019年3月16日、道路拡幅工事に伴い、大34など他の系統と共に「中並木」バス停と「西上小町」バス停（※大宮駅発方向のみ）の移設と「並木中」バス停の廃止が行われ「並木中」と「中並木」が隣り合うという紛らわしさが解消され、中並木～三橋二丁目間に「並木公園」バス停が新設された。
治水橋は1993年（平成5年）に現在の橋が竣工・開通するまで、現在の橋のやや下流側に橋が設けられていたが、この旧橋の供用開始が1934年（昭和9年）と古く、大型バス同士のみならず、大型ダンプなどとのすれ違いの際には双方の車輌が減速・徐行していたりと、かなりのデメリットが生じていた。しかし、現在の橋梁では歩道も含め道幅の広い道路となり、路線バスも走行出来る環境となっている。

### 大宮駅西口 - 中並木 - 大宮駅東口方面
- 大38：大宮駅西口 - 上小町 - 中並木 - 住宅前 - 上落合七丁目 - 大宮駅東口

大宮駅の東と西を結び、西武バスが大宮駅東口に乗り入れる唯一の路線。
2016年11月16日より「日赤入口」バス停を「上落合七丁目」に改称。
2017年4月1日改正より、平日・土日祝3往復運行から、土日祝1往復のみの運行となり、2020年10月1日の改正で、土曜日1往復のみの運行となり、更に2023年4月1日の改正で、日曜日1往復のみの運行となった。

### 大宮駅西口 - 市民医療センター入口 - 加茂川団地方面
- 大39：大宮駅西口 - かみこ公園 - 円阿弥 - さいたま市民医療センター入口 - 加茂川団地
- 大39-1：大宮駅西口 - かみこ公園 - 円阿弥 - さいたま市民医療センター入口 - さいたま市民医療センター
- 大40：大宮駅西口 - かみこ公園 - 円阿弥 - さいたま市民医療センター入口 - 加茂川団地入口 -加茂川団地 - 大宮南高校
- 大40：大宮駅西口 - かみこ公園 - 円阿弥 - さいたま市民医療センター入口 - 加茂川団地入口 - 大宮南高校（平日のみ）
- 大41：大宮駅西口 → かみこ公園 → 円阿弥 → さいたま市民医療センター入口 → 加茂川団地 → 大宮南高校 → 水判土（夜のみ）

大宮駅から現在の加茂川団地折返場は、団地内に存在したスーパー「地産ストア」の駐車場跡地を利用し、延長したもの。それまでは現・加茂川団地入口停留所付近に折返場があり、そこを旧・加茂川団地停留所としていた。旧停留所・折返場は団地から離れていたため、自転車の駐輪スペースが設けられていた。大40のうち大宮駅発の平日朝2本は加茂川団地停留所を通過する。大41は夜のみの運行。
国際興業バスの新都01とは、イオンモール与野 - 八王子庚申堂で併走している。

### 大宮駅西口 - 円阿弥 - 北与野駅 - さいたま新都心駅方面
- 新都11：大宮駅西口 - 中並木 - 三橋四丁目 - 円阿弥 - イオンモール与野 - 北与野駅 - さいたま新都心駅西口

北与11が前身で、2000年（平成12年）4月1日のさいたま新都心駅開業に伴い、北与野駅 - さいたま新都心駅間を延長して新都11とした。車両は中型車で運用されている。

### 北浦和駅 - 埼玉大学方面
- 北浦03：埼玉大学 - 鈴谷札の辻 - 南与野駅北入口 - 北浦和駅（国際興業バス西浦和営業所と共同運行）
- 南与01：埼玉大学 - 鈴谷札の辻 - 南与野駅西口（朝夕ラッシュ時のみ、国際興業バス西浦和営業所と共同運行）

北浦和駅から国道463号（埼大通り）を直進し埼玉大学へ向かう路線。2007年（平成19年）11月21日の改正により、北浦03の深夜バス運行が開始されたと同時に、南与野駅西口広場の供用開始に伴い、南与01が新設された。2010年（平成22年）9月16日のダイヤ改正で、平日埼玉大学発の始発時刻の繰上げ、土曜・日祝ダイヤの統一などが行われた。2015年のダイヤ改正で南与01の本数が増加した。

### 北浦和駅 - 陣屋 - 大久保団地方面
- 北浦10：北浦和駅 - 鈴谷 - 浦和西警察署入口 - 陣屋 - 大久保団地 - 大久保 - 浦和北高校
- 北浦11：北浦和駅 - 鈴谷 - 浦和西警察署入口 - 陣屋 - 大久保団地 - 大久保
- 北浦15：北浦和駅 - 鈴谷 - 浦和西警察署入口 - 陣屋 - 大久保団地 - 大久保 - 加茂川団地（深夜バスあり）

沿線の上大久保地区に大規模な県営団地・マンション群を抱えており、すべて合わせて1時間に3本以上運行されている。北浦15は、出入庫機能と加茂川団地折返場での休憩機能を持ったダイヤ編成となっている。北浦15の深夜は北浦和駅発のみ設定され、復路は回送となる。北浦10は、主に通学時間帯に北浦11を延長して運行される。

## コミュニティバス
さいたま市コミュニティバスの西区役所線を受託運行している。詳しくは同項目を参照。

## 廃止・移管路線

### 一般路線
- （初代）大24：大宮駅西口 - 西武車庫 - 三橋一丁目 - 東五味貝戸
- （2代）大24：大宮駅西口 - 西武車庫 - 三橋一丁目 - 新屋敷
- 大33：大宮駅西口 - 自動車試験場 - 治水橋堤防 - 東大久保 - 古市場 - 上福岡駅入口 - 三角 - 八丁
- 大34：大宮駅西口 - 二ツ宮 - 治水橋堤防 - 東大久保 - 福岡高校入口
- （初代）大34：大宮駅西口 - 自動車試験場 - 治水橋堤防 - 東大久保 - 上福岡駅入口 - 上富 - 中富 - 秩父学園入口 - 市民医療センター - 所沢駅西口
- （2代）大34：大宮駅西口 - 二ツ宮 - 治水橋堤防 - 東大久保 - 上福岡駅入口 - 上富 - 中富 - 秩父学園入口 - 市民医療センター - 所沢駅東口
全長23.95kmで、西武の一般路線で最長距離路線。2009年5月16日、所沢営業所へ完全移管した。
- （初代）大35：大宮駅西口 - 自動車試験場 - 治水橋堤防 - 東大久保 -（←鶴瀬駅）- 鶴瀬 - 上富 - 中富 - 秩父学園入口 - 下新井 - 北御幸町 - 所沢駅
- （2代）大35：大宮駅西口 - 自動車試験場（1988年末からは、「二ツ宮」） - 治水橋堤防 - 東大久保 -（←鶴瀬駅）- 鶴瀬 - 上富 - 中富 - 秩父学園入口 - 航空公園駅 - 北御幸町 - 所沢駅西口
- （初代）大35：大宮駅西口 - 自動車試験場 - 治水橋堤防 - 東大久保 -（←鶴瀬駅）- 鶴瀬 - 下組 - 所沢東高校入口 - 東所沢駅入口 - 安松 - 東町 - 所沢駅西口（日祭日運休）
  - 本線の（初代）（2代）と異なり、鶴瀬経由ではあったものの、当時の所沢東高校への利便性を考慮した路線。「大35‐1」と言った枝番号は付けられず、「東高校経由」とのサボを運転席左窓にぶら下げて旅客案内としていた。
2015年4月に大宮駅西口 - ららぽーと富士見（旧・富士見市役所停留所付近）間が復活[2]。
- 大37：大宮駅西口 - 水判土 - 三条町 - 加茂川団地 - 大久保
現・大37（馬宮団地線）とは無関係である。
- 北浦12：北浦和駅西口 - 鈴谷 - 浦和西警察署入口 - 陣屋 - 大久保団地
2010年3月15日に廃止され、北浦11に代替された。
- 北浦13：北浦和駅西口 - 二度栗山 - 鈴谷 - 彩の国さいたま芸術劇場入口 - 与野公園入口 - 小村田 - 大宮駅西口
2002年3月15日に廃止され、与本20系統に転換された。
- 北浦14：北浦和駅西口 - 二度栗山 - 与野駅入口 - 中央区役所 - 与野本町駅 - 与野公園入口 - 大宮駅西口
2004年9月30日に廃止された[13]。
- 与本20：与野本町駅 - 陣屋 - 大久保団地 - 大久保
2002年3月16日に新設。北浦14の与野本町駅乗り入れの維持路線で、末期は平日1往復に削減の上[14]、2008年3月16日に廃止された。
- （出入庫）：西武車庫 → 川越グリーンパーク
早朝の出庫便のみ運行された。

### 高速路線
- 名古屋線：大宮営業所 - 大宮駅西口 - 東所沢駅 - 所沢駅東口 - 名鉄バスセンター（名鉄観光バスと共同運行）
- 京都びわこドリーム号（近江鉄道と共同運行）→西武観光バス大宮営業所へ移管後に廃止。
- ドリームさいたま号（西日本ジェイアールバスと共同運行）→西武観光バス大宮営業所へ移管後に廃止。

## 車両

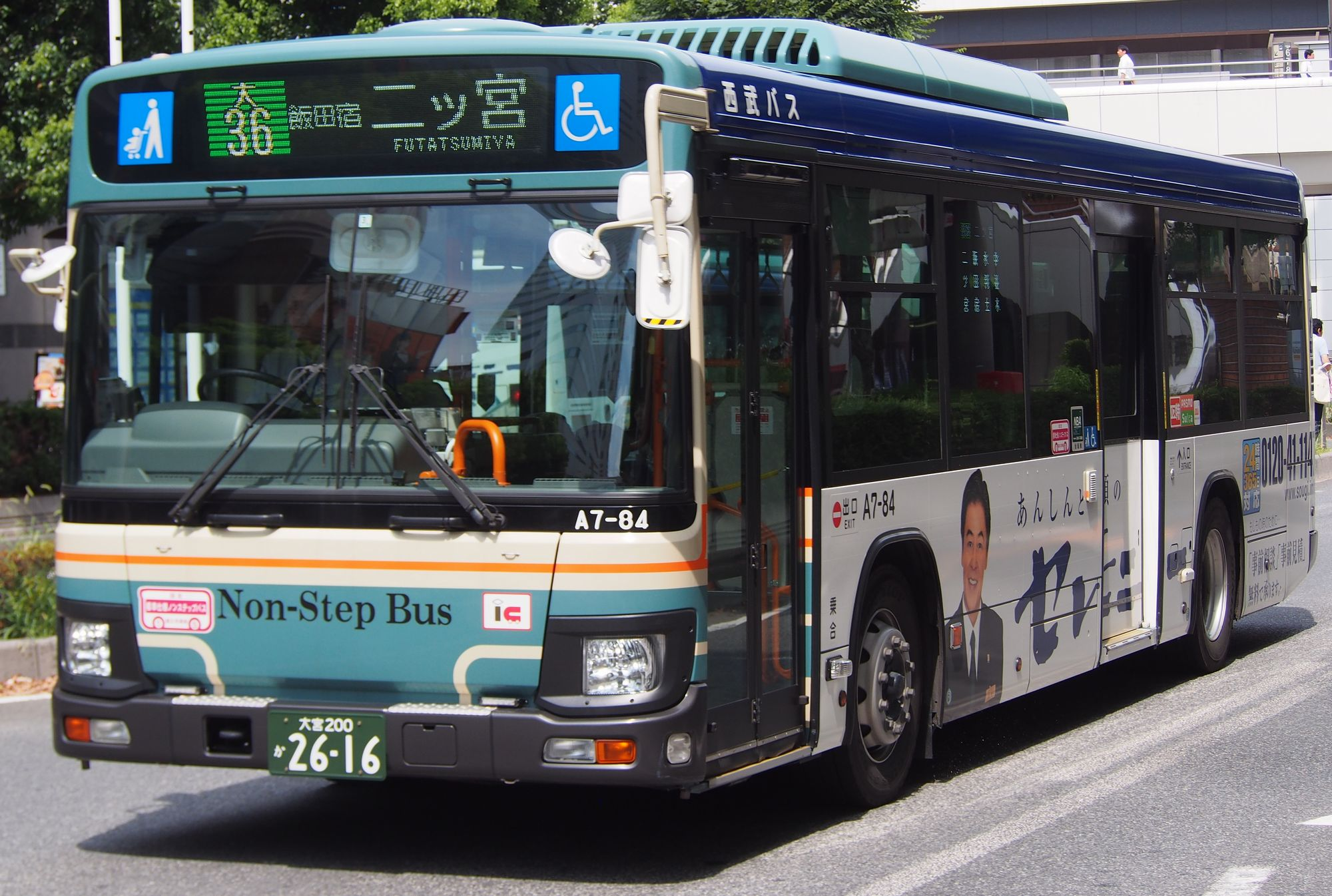
新エルガのA7-84（2017年式）

当営業所に在籍している一般路線車は他の営業所とは異なり、さいたま市コミュニティバス向けの日野自動車が3台在籍している以外は、いすゞ自動車製がほとんどで、日産ディーゼル→UDトラックス製の車両は徐々に数を減らしている。ただし、空港連絡バスや高速路線バス向けのほとんどがいすゞ自動車製である。また、2006年にCNGノンステップバス（車番：A6-135）がさいたま市の補助金を受けて投入されたが、この車のボディーは西日本車体工業、シャシーは日産ディーゼル製である。2010年には、所沢営業所より同型のCNGノンステップバス1台（車番:A6-128）が転属してきたが、いずれも2017年に除籍された。1999年までは、日産ディーゼル＋富士重工製の大型長尺車が納入されていた。
2011年より三菱ふそう車体のノンステップバスが導入され、4メーカーが揃うことになった。
2016年新車納入より行き先表示（前面・側面・後面）がフルカラーLEDで出場している車両が運用についている。現在では一部の高速・貸切車と小型車を除く全車がフルカラーLED行先表示機を搭載している。
2020年より西武バスの新塗装「S-tory」塗装のいすゞ自動車の「エルガ」が導入されている。